# El cerco de Leningrado
El cerco de Leningrado és una obra de teatre del dramaturg valencià José Sanchis Sinisterra, estrenada en 1994.

## Argument
Natalia i Priscila són dues dones madures que comparteixen residència, el Teatre del Fantasma, un espai abandonat fa anys i a punt de ser demolit. Ambdues rememoren els temps gloriosos del teatre, així com a Néstor el seu director i primer actor, l'home que van compartir, com a esposa (Priscila) i amant (Natalia), respectivament. Les dues dones recorden l'assassinat de Néstor Coposo fa més de vint anys. De la lectura d' El cerco de Leningrado, el text que Néstor assajava quan va desaparèixer, dedueixen que la seva desaparició va poder ser deguda tant a les seves a l'acció dels seus enemics polítics com dels seus correligionaris militants d'esquerra. Ambdues decideixen mantenir la defensa del teatre en què han transcorregut les seves vides.

## Muntatges
L'obra es va estrenar el 10 de març de 1994 al Teatre de Baracaldo, amb adreça de Omar Grasso i interpretació de Nuria Espert (Natalia) i María Jesús Valdés (Priscila). El 2001 es va estrenar a Buenos Aires, amb Osvaldo Bonet i interpretat per Alejandra Boero (Natalia) i María Rosa Gallo (Priscila) (ldesprés substituïda per Lídia Lamaison). En 2005, es va representar en Lima, Perú, amb interpretació de Cecilia Natteri i Violeta Càceres. Muntada de nou a Espanya en 2011, en aquest cas al Teatro Bellas Artes de Madrid, amb Magüi Mira (Natalia) i Beatriz Carvajal (Priscila), dirigides per José Carlos Plaza. Actualment es presenta novament a l'Argentina, a la ciutat de Mar del Plata, dirigida per Marcelo Cañete, única posada on un actor, Federico Farias, interpreta a Natalia, al costat de Mery Waller com Priscila.